# Gräfenbrück
Gräfenbrück ist ein Ortsteil von Weida im Landkreis Greiz in Thüringen.

## Lage
Gräfenbrück liegt auf einer Anhöhe über dem Tal der Weida. Die Landesstraße 2331 verbindet den Ortsteil mit dem südwestlich liegenden Steinsdorf. Nordwestlich wird der Ortsteil von einem bewaldeten Höhenrücken flankiert, südöstlich liegen Gehölzstreifen, die den Talrand markieren. Die Flur befindet sich im Thüringer Schiefergebirge.

## Geschichte
Die urkundliche Ersterwähnung am 7. August 1335 erfolgte in der Schreibweise Grefenbrucke, 1373 dann Grevebrucke. Somit erinnert dieser Ortsname an eine historische Brücke über den Fluss Weida, die mit dem damaligen Greven (Dorfschulze) von Gräfenbrück in Beziehung stand.
Das Ortsbild entspricht dem Typ eines einzeiligen Straßendorfes, die Bauernhöfe verteilen sich in dichter Folge an der Straße nach Weida. Nordöstlich der Ortslage befindet sich das ehemalige Kammergut, es dient heute als altersgerechtes Wohnheim.
In Beziehung zum Ort steht auch die an der Straße nach Hohenölsen liegende  Nattermühle (Steinsdorf 70) am rechten Ufer der Weida, die beiden dort am linken Weidaufer befindlichen Häuser gehören zu Gräfenbrück, das ältere diente ursprünglich als Bahnwärterhaus. Die Nattermühle war im Mittelalter Zwangsmühle für Steinsdorf und Gräfenbrück. In der DDR-Zeit wurde der Mahlbetrieb der Nattermühle eingestellt, die Gebäude dienten als Gaststätte, wurden für touristische Zwecke und zeitweise als FDJ-Ferienheim genutzt, nach 1990 wurden vorübergehend einige Aussiedlerfamilien in der Nattermühle einquartiert. Sehenswert ist die etwa 300 m stromauf gelegene denkmalgeschützte Natursteinbrücke der Bahnstrecke Werdau–Mehltheuer.
Am 1. Juli 1950 wurde Gräfenbrück in das  benachbarte Steinsdorf eingemeindet. Mit Wirkung vom 31. Dezember 2013 wurde Steinsdorf mit Gräfenbrück und weiteren Nachbarorten in die Stadt Weida eingemeindet.

## Söhne und Töchter des Ortes
- Georg von Loeben (1875–1958), deutscher Rittergutsbesitzer (Rittergut Frotschau) und Politiker